# 宗教教育
宗教教育（しゅうきょうきょういく）とは広義には一般的な宗教の教義、儀式、習慣、概念、歴史などを教授すること。狭義には特定の宗教、信仰を持たせるような教育のこと。アメリカ合衆国やヨーロッパではしばしば親による子への宗教教育の是非が議論となるが、通常、宗教教育の議論の中心は公的な教育機関における宗教の取り扱いである。ユネスコが1960年に採択した教育における差別を禁止する条約はその第5条で宗教教育を受ける権利とその保護者の選択権利、及び自己の信条と両立しない宗教教育を強要されない権利を保障している。

## 日本における宗教教育

### 近代
大日本帝国の頃に宗教教育は公立学校で禁止されたが、歴史だけでなく国語や修身などの教科でも皇国史観に立脚した神道的教育が行われ、世界情勢の悪化とともに強化された。1940年（昭和15年）に外国人のキリスト教宣教師が宗教教育研究会を設立し、「現代の政教分離を攻撃する」という活動が始まったが、これはそうした流れに対抗する手段と言える。公立学校の教科書にキリスト教の内容を入れるようにという運動もあったが、 1941年（昭和16年）に太平洋戦争（大東亜戦争）の開戦によりその活動は終止符を打った。

### 第二次世界大戦後

#### 公立学校
日本では憲法第20条で、宗教は尊重されるべきものであるが、政教分離原則に基づき国および国立の機関は宗教教育その他いかなる宗教的活動もしてはならないと規定している。
また、教育基本法第15条では、国公立の学校は、特定の宗教のための宗教教育その他宗教的活動をしてはならないと規定している。よって、信教の自由の保障、宗教的中立性を保ちつつ比較宗教学的に宗教に関する基礎的知識を教授できることとしている。

#### 私立学校
公的教育に対し、私立学校では、特にキリスト教や仏教などの宗教団体が運営する学校では道徳教科と同じ位置づけで、聖書や仏典などについて必修教科として宗教に関する基礎的知識を教授している所が多い。これらの宗教教科を教授するには、中学校、高等学校いずれもの宗教教育の教員免許状が必須であり、修得には宗教科教育法を含む特定の必修単位を取得する必要がある。

## イスラム教の場合
建国以来、政教分離を国是とするトルコでは学校でイスラム教の義務とされる女子のスカーフを着用させるかどうかで議論が起きている。→スカーフ論争
トルコ以外でも、イスラム教圏である北アフリカをかつて植民地にしていたフランスで同じ議論が起こっている。背景には中東系の移民問題があり、2005年にはパリ郊外で暴動が起きた。

## イギリスとアイルランドの場合
英国では、宗教教育は宗教教育と呼ばれている。
イギリスでは、宗教教育はカリキュラムの中で珍しい位置を占めている。これは、宗教教育が「基本カリキュラム」の一部であり、「ナショナル カリキュラム」の一部ではないためである。保護者は、理由の如何を問わず、生徒を宗教教育の授業から除外できるようになっている。
イギリスにおける、宗教教育に関する最新の法律は1988年の教育改革法である。この法律は、各地方自治体が宗教教育の授業の目的と内容を含むシラバスを作成しなければならないことを定めた。地方自治体は、宗教教育に関する常設諮問委員会(英語では、略語SACREと呼ばれる)を設置することになった。これには、地元の宗教団体の代表者、教師、および地方自治体自体が含まれる。
宗教教育に関する地方自治体および常設諮問委員会がシラバスに記載しなければならない内容についての政府の説明はほとんどないとされるが、1988年の教育改革法は、シラバスが「英国の宗教的伝統が現代にあるという事実を反映しなければならない」ことを明確に規定していると言われている。
「アカデミー法 2010 」という法律により、イングランドにアカデミーが導入された。アカデミーは州の資金提供を受けているが、地方自治体の管理は引き続き及ばない。アカデミーのリーダーは、地域で合意されたシラバスに従うことを選択できるが、そうすることに対する法的要件はない。
2017年から 2020年にかけて、バーミンガム大学のプロジェクトは、イギリスの宗教教育教師の個人的な視点と職業上の信念を調査した。このプロジェクトの最終報告書には、30人に対するインタビューと 314人による調査の回答に基づいて、4つの主要な発見があった。第一に、宗教教育の教師の教科がどうあるべきかについての展望を伝え、その教科を教える動機は、個人的な世界観に基づいていることがわかった。RE教師が教室で中立または公平であるように努めるべきかどうかについては、歴史的に議論されていた。しかし、この発見は、宗教教育教師がそのような立場をとることは望ましくないかもしれないことを示唆している。報告書はまた、宗教教育の教師は他の宗教や世界観に対して公平で寛容な見方をしていることが一貫して見出されたことが記載されている。サンプリングされた宗教教育教師の間では、宗教教育が人格形成に貢献することが共有されており、宗教教育教師の97.7%がこの考え方に共感している。また、宗教信仰を持つ宗教教育の教師は、宗教自体が良い人格を促進すると考えている可能性が高いことが分かった。後に出版された雑誌の記事では、信仰の学校と非信仰の学校の教師が美徳の知識と理解にアプローチする方法の違いを説いた。

## マルタの場合
マルタ共和国はそのマルタ共和国憲法(en:Constitution of Malta)の第2条第1項で、ローマ・カトリック教会を国教と定め、第2条第3項によりすべての公立学校の義務教育の過程でカトリックに沿う宗教教育の提供を義務付けている。2014年にマルタ憲法の第43条は同第3項に差別禁止の保護の対象に性的指向と性同一性が追加され、2017年には同性結婚を国が承認したが、憲法第2条はそのままで改正されていない。